# إيوان ايفانوف
إيوان ايفانوف هو مصارع هاوي روماني، ولد في 21 يناير 1956.

## وصلات خارجية
- إيوان ايفانوف على موقع قاعدة بيانات المصارعة الدولية (الإنجليزية)
- إيوان ايفانوف على موقع أوليمبيديا (الإنجليزية)